# الطفيلة
الطفيلة مدينة تقع في جنوب المملكة الأردنية الهاشمية. وهي عاصمة محافظة الطفيلة. ويبلغ عدد سكان المدينة حوالي 27,500 (2015). كانت المدينة جزءا من مملكة أدوم، وأطلق عليها اسم توفل. احتلت الطفيلة من المملكة النبطية. وكان عاصمتهم البتراء. وبعد الغزو الروماني، كانت تحكم من قبل الغساسنة، تحت سلطة روما.
توجد في الطفيلة جامعة واحدة هي جامعة الطفيلة التقنية. ترتفع المدينة 940 مترا فوق سطح البحر.

## أعلام
- بهجت المحيسن